# Stockage d'information

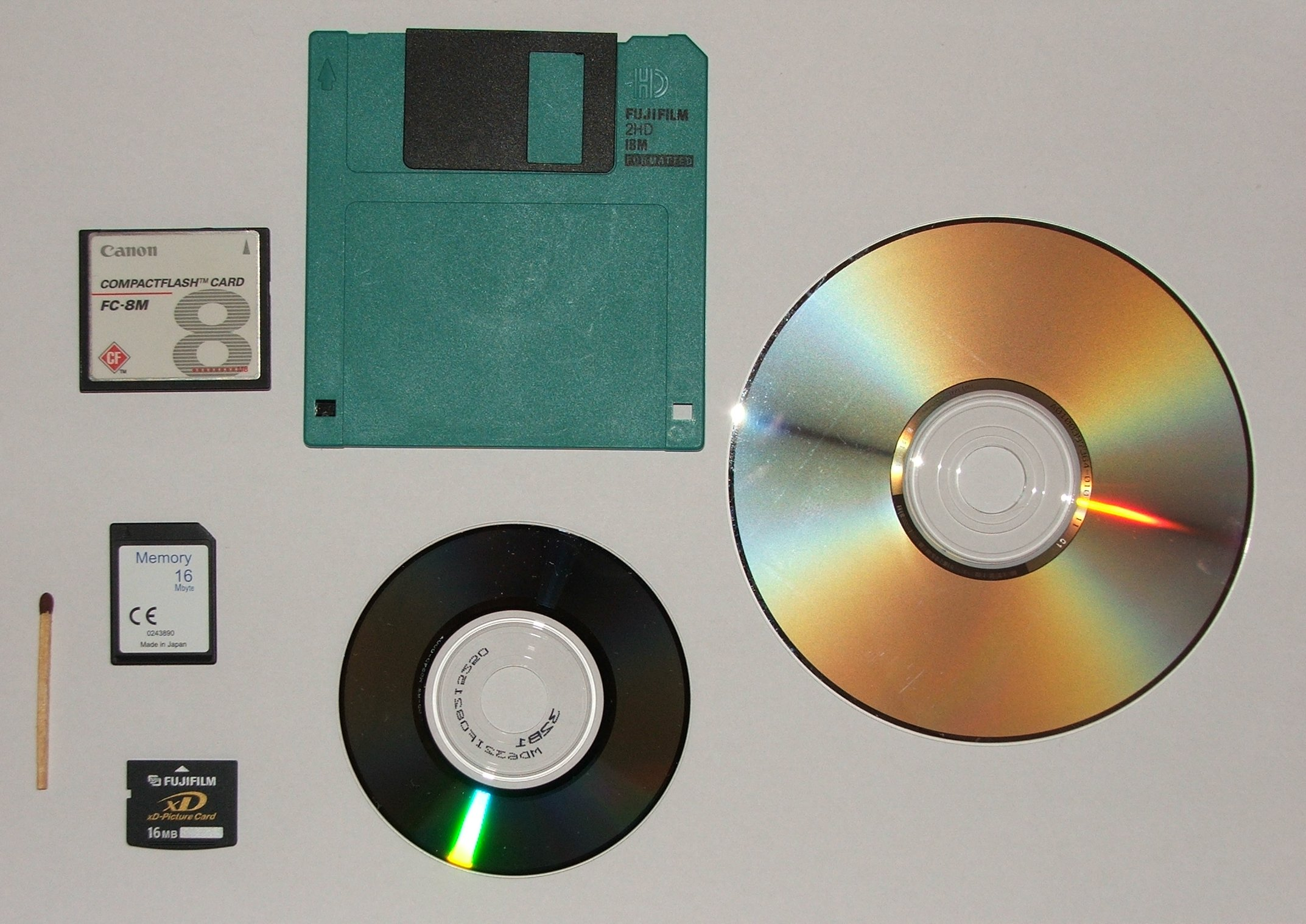
Différents médias de stockage d'information : cartes mémoire, disquette, CD-ROM.

Le stockage d'information est assuré par un support d'information électronique, ou électromagnétique, qui, vu de l'utilisateur, peut être physique (disque dur, clé USB, etc.) ou virtuel (Internet dénommé le « nuage » (en anglais cloud voire en franglais « le cloud »)), mais qui en l'état de la technologie est enregistré sur un support physique (SSD, disque dur, CD/DVD, bande magnétique, etc.). Ainsi, le terme de « dématérialisation » employé pour désigner le passage d'un support d'information papier à un support électronique est peu approprié, puisque ce dernier est lui aussi lié à du matériel. 
Le choix de la méthode de stockage se fait selon plusieurs critères : la fréquence d'utilisation, les besoins capacitaires de l'information (taille), la criticité de l'information (coût, sécurité), et la capacité de stockage et la vitesse d’accès à l'information. L'évolution des techniques de stockage est rapide, et tend vers plus de capacité, plus de vitesse, plus de fiabilité, tout en étant moins cher à capacité équivalente. Les types de média sont variés et changent souvent.

## Classification

### Stockage de masse

Positionnement des différents types de stockage.

L'objectif est de stocker une grande quantité d'informations à long terme. On peut distinguer plusieurs générations :
- Première génération : Les supports physiques, avec la carte et le ruban perforé. Ces supports sont obsolètes depuis la fin des années 1990.

- Deuxième génération : Les supports magnétiques, comme la bande magnétique, sa petite sœur la cassette, le disque dur, la disquette. Les bandes magnétiques ne sont plus utilisées que pour la sauvegarde ou l'archivage des données (ex. LTO). Elles restent néanmoins un support privilégié de sauvegarde et d'archivage des données en raison de leur très grande capacité, de leur faible cout et de leur facilité de transport. Ainsi, en 2008, les bandes ou cartouches accueillent couramment plus de 200 gigaoctets et plusieurs téraoctets en 2016. Avec l'arrivée des clés USB, entre autres, les disquettes voient leur production s'arrêter en 2010 après presque un demi-siècle d'exploitation ;

- Troisième génération : Les supports optiques, tels que le disque compact (CD, CD-R ou CD-RW), le DVD (DVD-Rom ou DVD-RW) ou le Blu-ray. Certains parlent de la mémoire du réseau Internet, car une information publiée sur Internet y reste sans qu'il soit aisé de la contrôler (la modifier, la supprimer, restreindre ou publier son accès) ;

- Quatrième génération : clé USB, carte SD et carte microSD et surtout les SSD. Mis à part le disque dur et la bande magnétique, les supports de première et deuxième génération ne sont pratiquement plus utilisés aujourd'hui.

- Cinquième génération

Le stockage en ligne s'est développé depuis de nombreuses années. Désormais, une multitude de solutions existent afin de libérer son espace sur son disque dur à des prix très compétitifs mais à condition de disposer d'une connexion à internet rapide et fiable. Il existe une multitude de solutions dont les différentes variantes peuvent parfois porter à confusion. On retrouve notamment le stockage sur le « Cloud », la sauvegarde en ligne, le Cold Storage ou encore le stockage dans ce qu'on appelle le Vault (coffre-fort). Contrairement aux disques durs externes, les serveurs sur lesquels sont stockées les données sont supposés être accessibles de n’importe où, sécurisés et garantis. Bien que des mesures de sécurité telles que le cryptage et la réplication sont mises en place, les données stockées sur ces réseaux peuvent faire l’objet de violations de sécurité et d’intrusions.

### Stockage à accès rapide, mémoire de travail
Parallèlement, des mémoires plus chères mais très rapides ont été implantées sur des puces pour faciliter le traitement des informations en interne dans les ordinateurs : la mémoire vive, la mémoire morte, et l'EPROM et l'EEPROM. La mémoire vive (ou mémoire RAM de l'anglais Random Access Memory), qui est perdue dès que l'ordinateur cesse d'être alimenté en électricité. La mémoire morte (ou mémoire ROM de l'anglais Read-Only Memory), qui est gravée et ne s'efface jamais (ex. : NVRAM). L'EPROM et l'EEPROM (mémoire morte réinscriptible), qui ont évolué en mémoire flash, donnant naissance aux récentes clés USB, concurrentes directes des anciennes disquettes.

## Problématiques

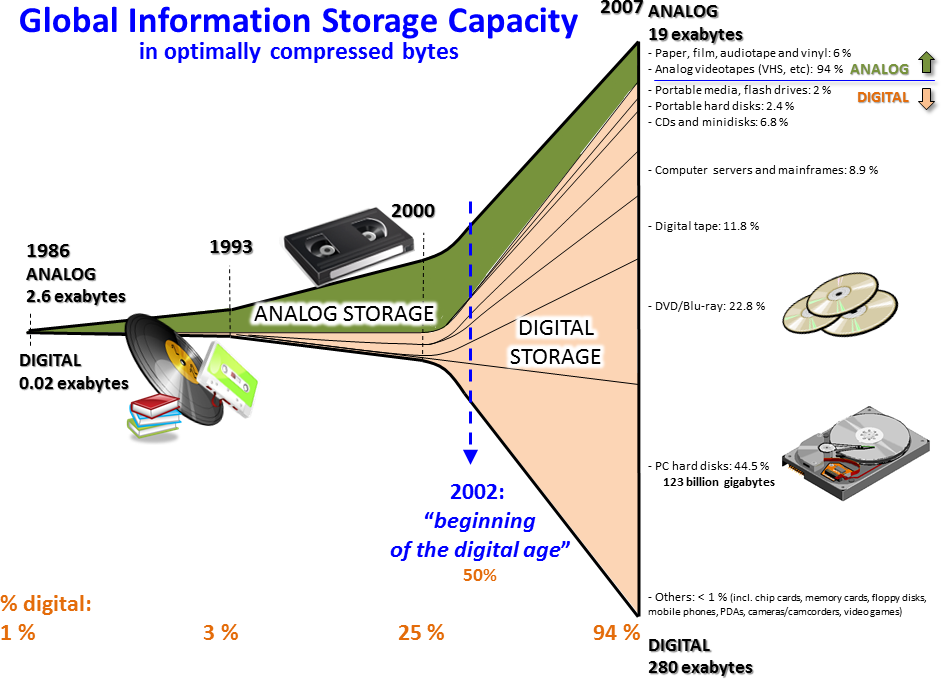
Augmentation et répartition du volume de données.

L'homme n'a cessé de produire de façon croissante de l'information. Mais avec l'avènement de l'informatique, au milieu du XXe siècle , les quantités générées connaissent une croissance exponentielle. En effet, il a été évalué que si en 300 avant J.-C. l'humanité produisait environ 1 000 bits d'information, en l'an mille le savoir représentait 100 000 bits d'information par personne et, en 2017, il représentait 10 000 milliards de bits par personne.[réf. nécessaire] En 2011, Martin Hilbert (université de Californie) et Priscilia Lopez (université ouverte de Catalogne) ont estimé qu'en 2010 la planète avait produit un zétaoctet (Zo) de données (mille milliards de milliards de caractères) et prédisent que l'humanité en générera entre 300 et 700 000 Zo en 2040. L'International Data Group estime à 1,8 zettaoctet (1021 octets) la quantité produite en 2011.
Le stockage d'information n'a cessé d'évoluer au gré des innovations technologiques, des tablettes sumériennes à l'invention de l'imprimerie, puis des microfiches, suivies des mémoires électroniques et des supports physiques (disques durs, disquettes, cassettes, CD-ROM, DVD, supports flash, SSD et autres clé-USB) de plus en plus miniaturisés. La densité d'information n'a cessé d'augmenter, sur des supports de plus en plus réduits, ou sur le cloud, mais la croissance exponentielle du big data, des objets connectés IoT puis de l'IA et de ses besoins ont sans cesse créé de nouveaux besoins de stockage[réf. nécessaire].
L'utilisation des nanotechnologies, laisse entrevoir de nouvelles capacités de stockage informatique, par exemple, en utilisant les « 0 » sur des carbones 12 et les « 1 » sur des isotopes 13. Il est estimé qu'environ 2 téraoctets suffiraient à mémoriser tous les textes, images et sons utilisés en moyenne annuellement par un être humain.
En 2023, Cérabyte annonce utiliser un faisceau laser pour structurer des matrices de données, un peu à la manière d'un code QR, mais dans un support gravé tridimensionnel. Le matériau minéral, présenté comme résistant pour « plus de 5 000 ans » et répondant aux besoins de performances et de durabilité des centres de données. Il résiste à la température habituelle d'un incendie, à l'ennoiement, aux surtensions électriques, à des températures comprises entre -273 °C et +300 °C. Chaque trou vaporisé par le laser dans la matière est un zéro binaire qui peut ensuite être lu par un système d’imagerie microscopique[réf. nécessaire].
Une autre solution étudiée est le stockage moléculaire ou biomoléculaire suggéré dès 1959 par Richard Feynman prix Nobel de physique et plus particulièrement des molécules d'ADN artificielles, dont on s'efforce d'accélérer la synthèse (écriture) et le séquençage (lecture).

### Fiabilité des supports
Du fait de leur constitution physique, tous les supports de stockage ont une durée de vie limitée, entraînant un risque de perte d'information. Pour s'en affranchir, il faut constamment les vérifier et recopier les données pour les sauvegarder sur des supports fiables. Une branche de la théorie de l'information permet de récupérer une altération partielle des données. Cette technique, dite des codes correcteurs, est notamment utilisée dans les installations RAID. La redondance de l'information reste le seul rempart face au manque de fiabilité des supports.

### Confidentialité des données
Pour ce qui est de la confidentialité, la cryptographie propose des solutions de chiffrement, qui reposent sur différentes méthodes : la cryptographie à clef publique (algorithme RSA entre autres), et la cryptographie à clef secrète (algorithmes DES, AES, entre autres).
Les nouvelles techniques de stockage en mode cloud computing (informatique en nuage) posent également des problèmes de confidentialité en raison des architectures mutualisées utilisées. Certains domaines, comme le secteur bancaire, sont régis par des réglementations spécifiques pour pallier ce problème.

### Performance
Suivant la nature des informations stockées et la nature du media utilisé, le temps d'accès et le débit peuvent être très différents.